# Prunelle de Bourgogne
 (juillet 2025).
Si vous disposez d'ouvrages ou d'articles de référence ou si vous connaissez des sites web de qualité traitant du thème abordé ici, merci de compléter l'article en donnant les références utiles à sa vérifiabilité et en les liant à la section « Notes et références ».
La prunelle de Bourgogne est une liqueur par macération de Prunelle dans de l'alcool originaire de Bourgogne.

## Histoire
La liqueur Prunelle de Bourgogne fut créée en 1842 par Thomas Naltet, liquoriste à Chalon sur Saône. Au lieu de distiller les fruits, il les fit macérer dans l'alcool, ce qui donna une liqueur titrant 25 °. La Prunelle fut commercialisée dans un cruchon en grès de la Dheune. Le succès fut immédiat du fait de cette originalité, les amateurs identifiant le contenu au contenant. Les cruchons étaient utilisés ensuite comme bouillottes l'hiver pour réchauffer les lits. « Tout pour une bonne nuit », affirmaient les consommateurs.